# River Aire
Der River Aire ist ein 114 Kilometer langer Fluss in Yorkshire.
Der Fluss entspringt am Aire Head in der Nähe von Malham. Die Aire durchfließt den Westen Yorkshires, das kohlen- und industriereiche Airedale sowie die Industriestadt Leeds und mündet bei Airmyn (myn ist das alte englische Wort für Flussmündung) in den River Ouse.
Ein Teil des Flusses ist kanalisiert und heißt „Aire and Calder Navigation“.